# Vickers
Vickers, fundada como Vickers Company en 1828, fue un fabricante británico especializado en equipamiento militar. La denominación de Vickers se mantuvo hasta el siglo XX, a pesar de las distintas compras, participaciones y fusiones. Actualmente Vickers forma parte de BAE Systems (antes British Aerospace).

## Historia
Vickers se formó en Sheffield como una fundición de acero en 1867. De ahí pasó a otros sectores, comprando astilleros, fábricas de armas y de motores. A comienzos del siglo XX fabricaba submarinos, aeroplanos, buques de guerra, cañones, así como todo tipo de material militar.
Desde 1909 fue propietaria de la Sociedad Española de Construcción Naval, con astilleros en Ferrol y Cádiz, entre otros.
Como Vickers-Armstrongs nació en 1927, cuando se fusionó con Armstrong Whitworth, una empresa de ingeniería de Tyneside, creada por William George Armstrong, primer Barón Armstrong, y que se dedicaba a los mismos negocios que Vickers.
En 1960, Vickers-Armstrong (Aircraft) Ltd (la sección de construcción aérea de Vickers) se fusionó con Bristol Aeroplane Company, English Electric y Hunting Aircraft, para formar British Aircraft Corportation (BAC). En 1977, tanto BAC como Vickers-Shipbuilding fueron nacionalizadas.

## Armamento
Vickers fabricó y vendió la ametralladora Maxim en asociación con su inventor. A partir de ésta, desarrolló la ametralladora Vickers, que sería el modelo estándar del ejército británico en el Imperio y la Commonwealth durante unos 50 años.
También fueron famosos algunos de sus modelos de carros de combate, antes y durante la Segunda Guerra Mundial.

## Aviación
La compañía fundó un departamento aeronáutico a principios de 1911, comenzando su actividad mediante la construcción de ocho monoplanos de ala alta diferentes, pero derivados de diseños R.E.P. del ingeniero francés Robert Esnault-Pelterie.
En su calidad de fabricante de armamentos con un departamento aeronáutico, no es de extrañar que la compañía recibiese un contrato del Almirantazgo británico por el diseño de un biplano experimental de caza armado. Se diseñó en consecuencia el Vickers E.F.B.1, que marcó el principio de los diseños militares de la empresa. 
Vickers (Aviation) Ltd compró la empresa Supermarine en 1935, renombrándola Supermarine Aviation Works (Vickers) Ltd. En 1938, fue incorporada a Vickers-Armstrongs Ltd.
En la Segunda Guerra Mundial produjo algunos modelos famosos, como el Spitfire (con Supermarine), el Vickers Wellington o el Vickers Wellesley. También en la posguerra fabricó aeroplanos civiles, como el Vickers Viscount, el  Vickers Vanguard o el VC-10.